# TVN24 (телеканал)
Телевізійний канал TVN24 (пол. TVN24) — перший телевізійний канал польського телебачення, що транслює програму про події в цілому світі цілодобово. Станція розміщена у Варшаві за адресою Wiertnicza 166. На каналі працює понад 200 людей.

## Історія

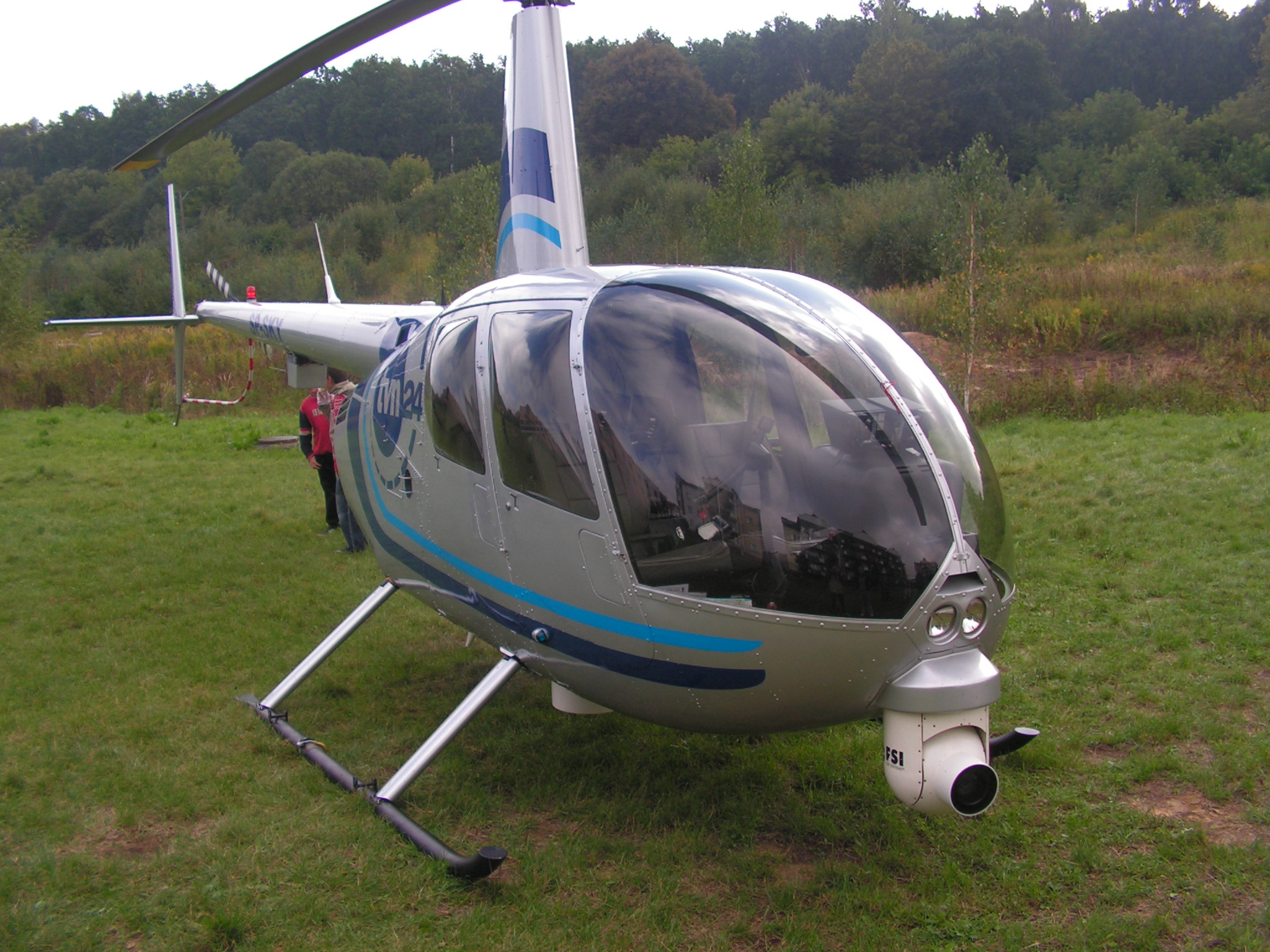
Гелікоптер TVN24

Канал був створений 9 серпня 2001 року як перший тематичний канал групи TVN. Це був перший канал у Польщі, який цілодобово транслював інформацію про події в Польщі та в світі. Канал має п'ять закордонних офісів у Лондоні, Парижі, Вашингтоні, Брюсселі та Москві. На першому етапі роботи виникли труднощі у переговорах з представниками найбільших мереж кабельного телебачення.

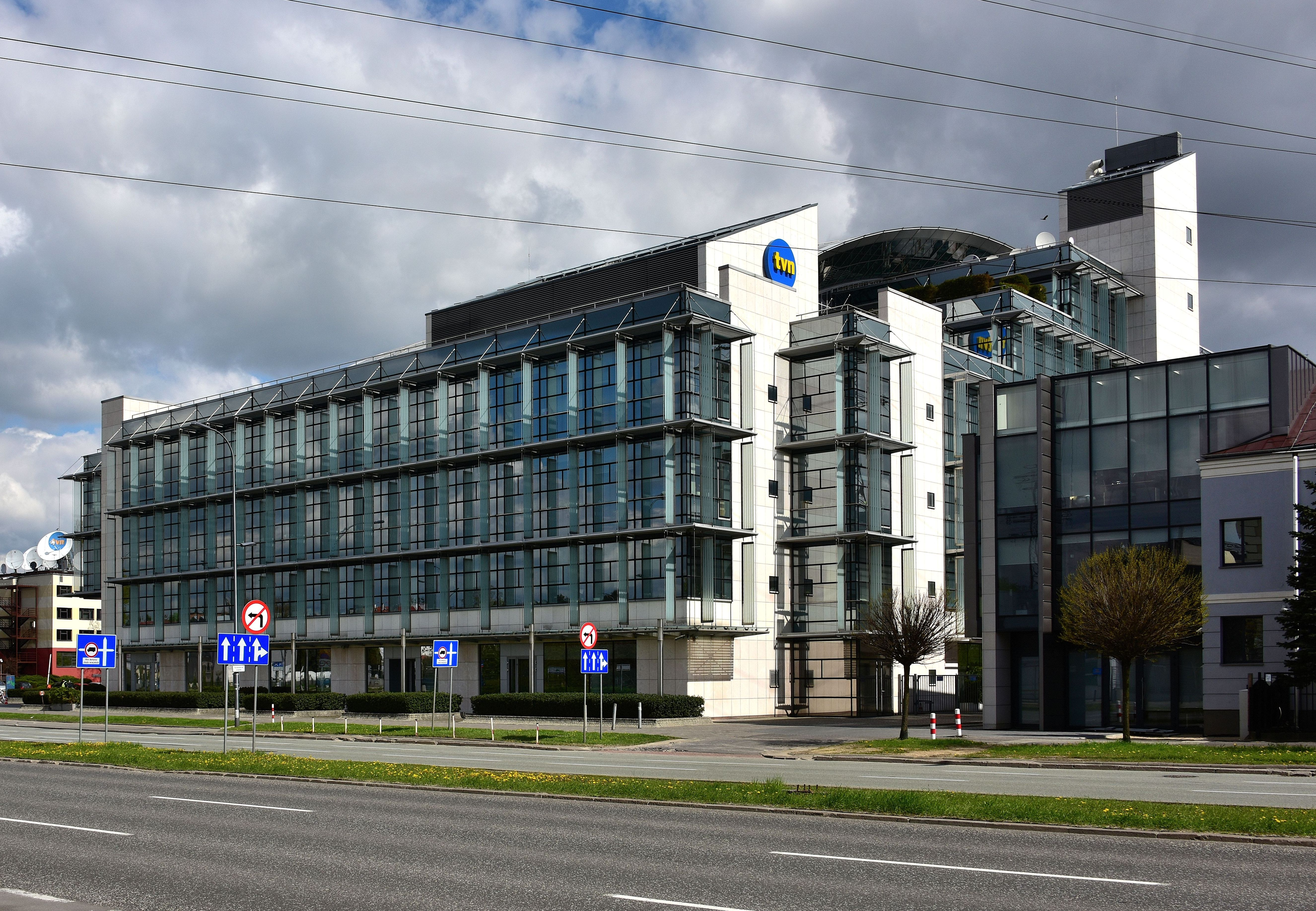
Медіа-центр у Варшаві. 2007

Прорив відбувся 11 вересня 2001 року, коли канал TVN24 став першою польською станцією, яка надавала інформацію про терористичний акт 11 вересня 2001 року в Нью-Йорку та Вашингтоні, і розпочала пряму трансляцію подій у США. Завдяки цій акції канал TVN24 незабаром досяг 1 % частки ринку. У липні 2007 року кількість глядачів TVN24 становила в середньому близько 3,93 % і додатково зростала під час трансляції важливих подій.
З березня 2009 року станція використовує віртуальну 3D-студію. Передачі транслюються у форматі 16 : 9 та з покращеною якістю зображення. 
Від 12:00 години 9 серпня 2001 року телеканал працював зі стандартною роздільною здатністю (SDTV). З 30 листопада 2012 якість покращили до високої роздільної здатністі (HDTV).

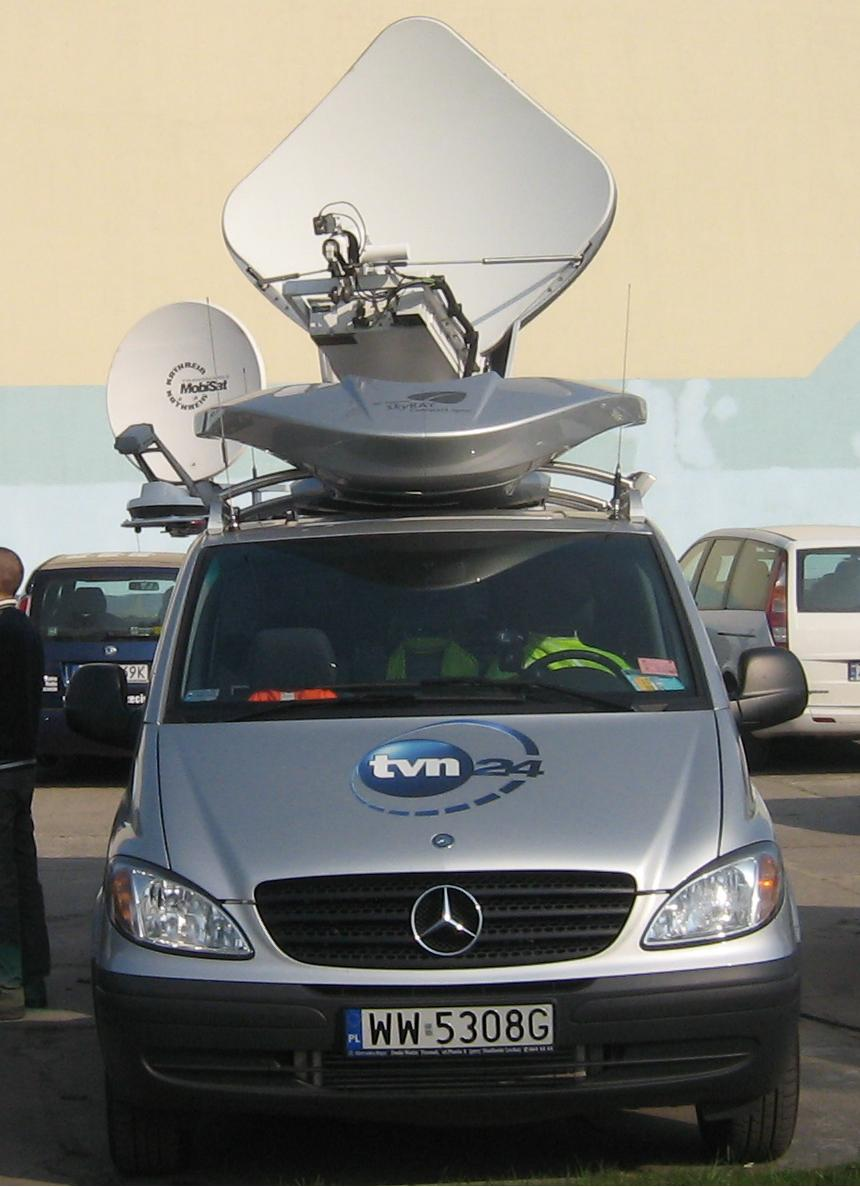
Репортажний автомобіль

Найважливішою програмою TVN24 є «Інформаційна служба», що транслюється кожні півгодини або щогодини, залежно від часу доби. Повніші видання, тобто «Факти опівдні» та «Факти по полудню», стосуються флагманської програми новин, що виходить щодня о 19:00 у головному діапазоні TVN.
Крім «Інформаційної служби» на TVN24 існують багато інших циклічних програм:
- «Встаєш і знаєш»
- «Один на один»
- «Телесервіс»
- «Факти за фактами»
- «Крапка над і»
- «Чорне на білому»
- «Контактне скло»
- «Каву на лаву»
- «Ложа преси»
- «Сніданок чемпіонів»

До складу TVN24 входить також Краківський центр TVN. 
Супутникове мовлення телебачення зі стандартною роздільною здатністю (SD) вимкнули з 1 липня 2019 року.

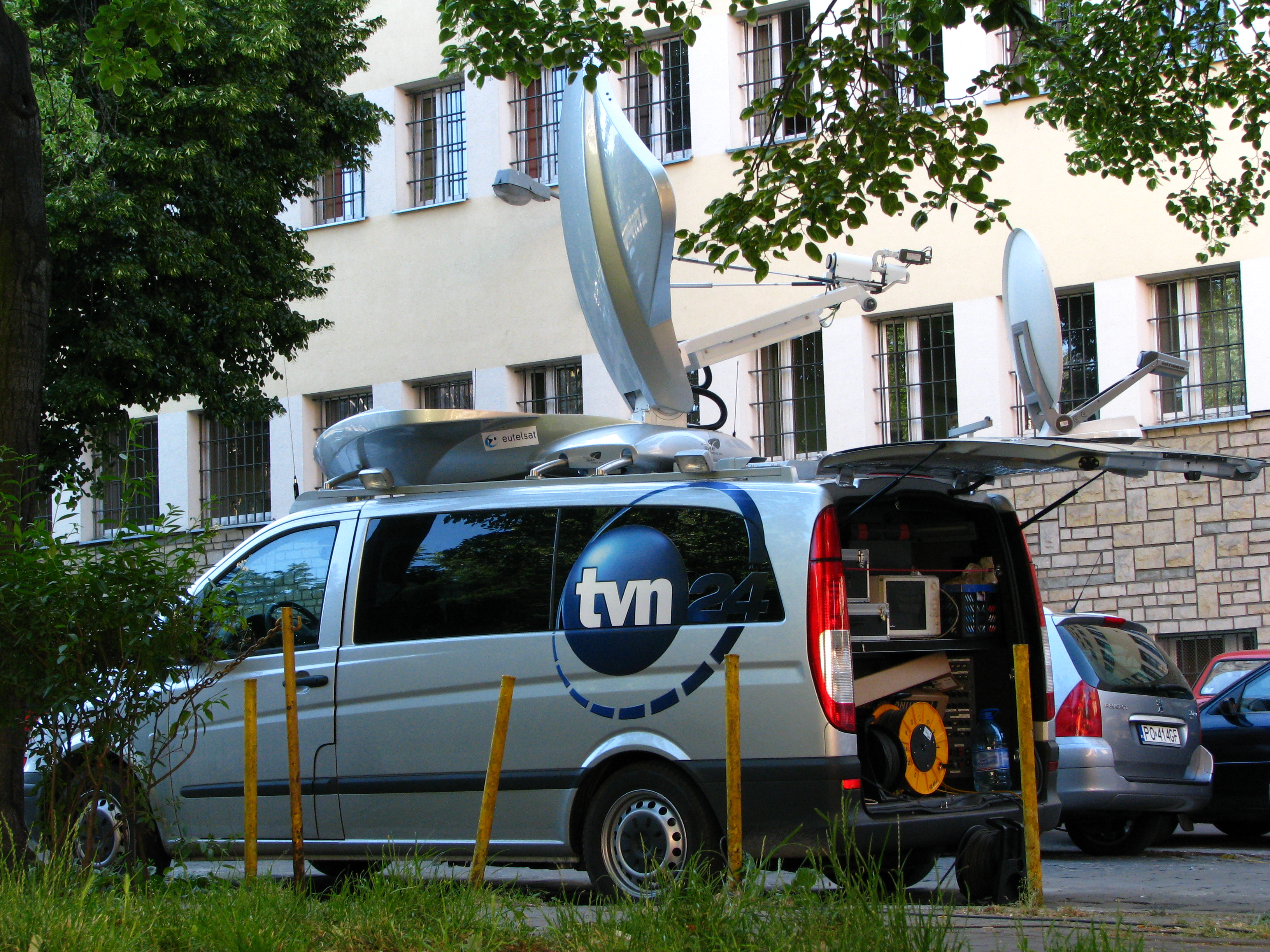
Автомобіль з антеною

Регіональні філії TVN24 працюють в таких містах:
- Краків
- Лодзь
- Катовиці
- Вроцлав
- Гданськ
- Познань
- Щецин
- Білосток
- Торунь

Закордонний офіс TVN24 International працює в Німеччині.